# Cotinga
Cotinga là một chi chim trong họ Cotingidae.

## Hình ảnh

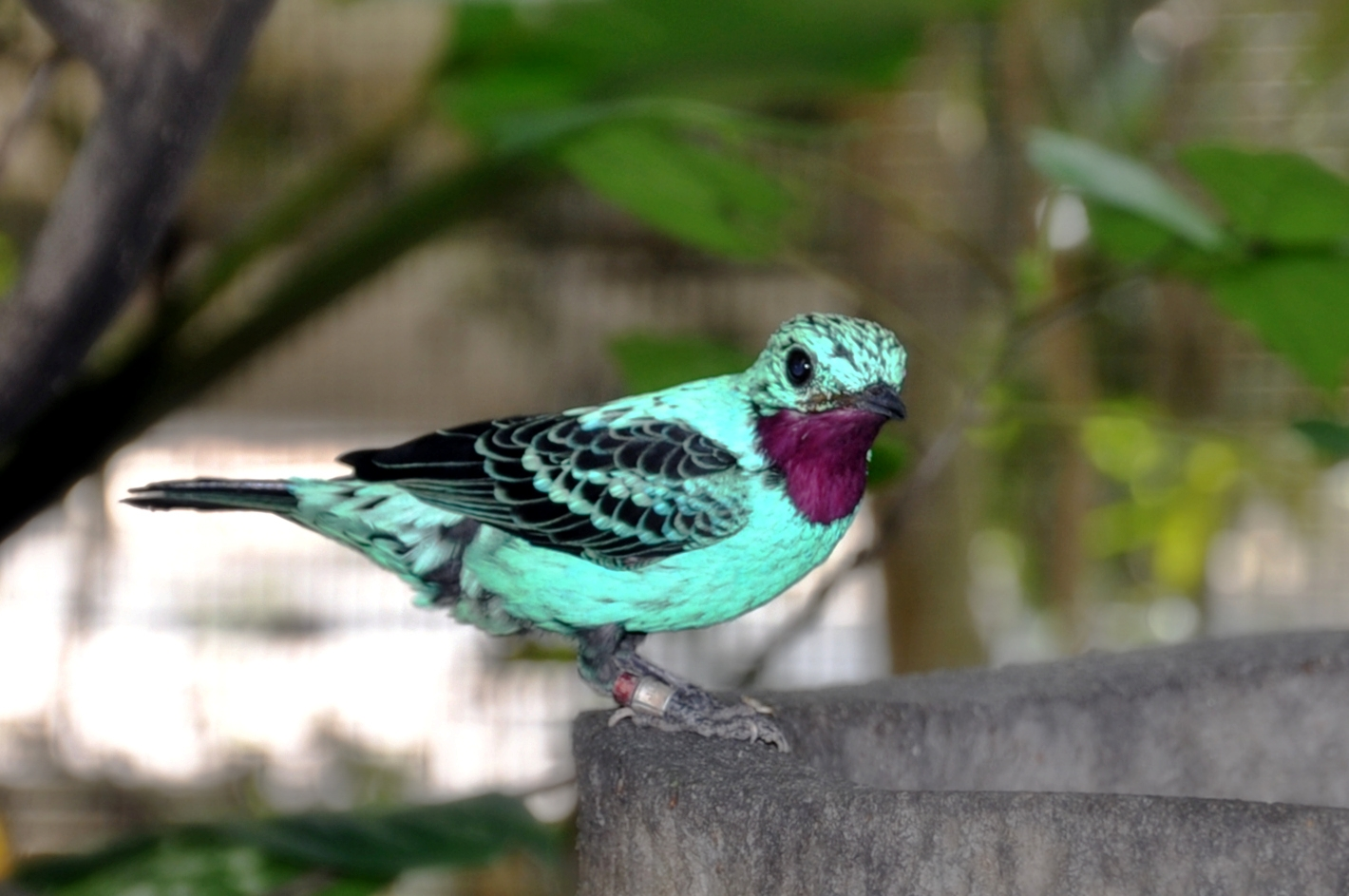
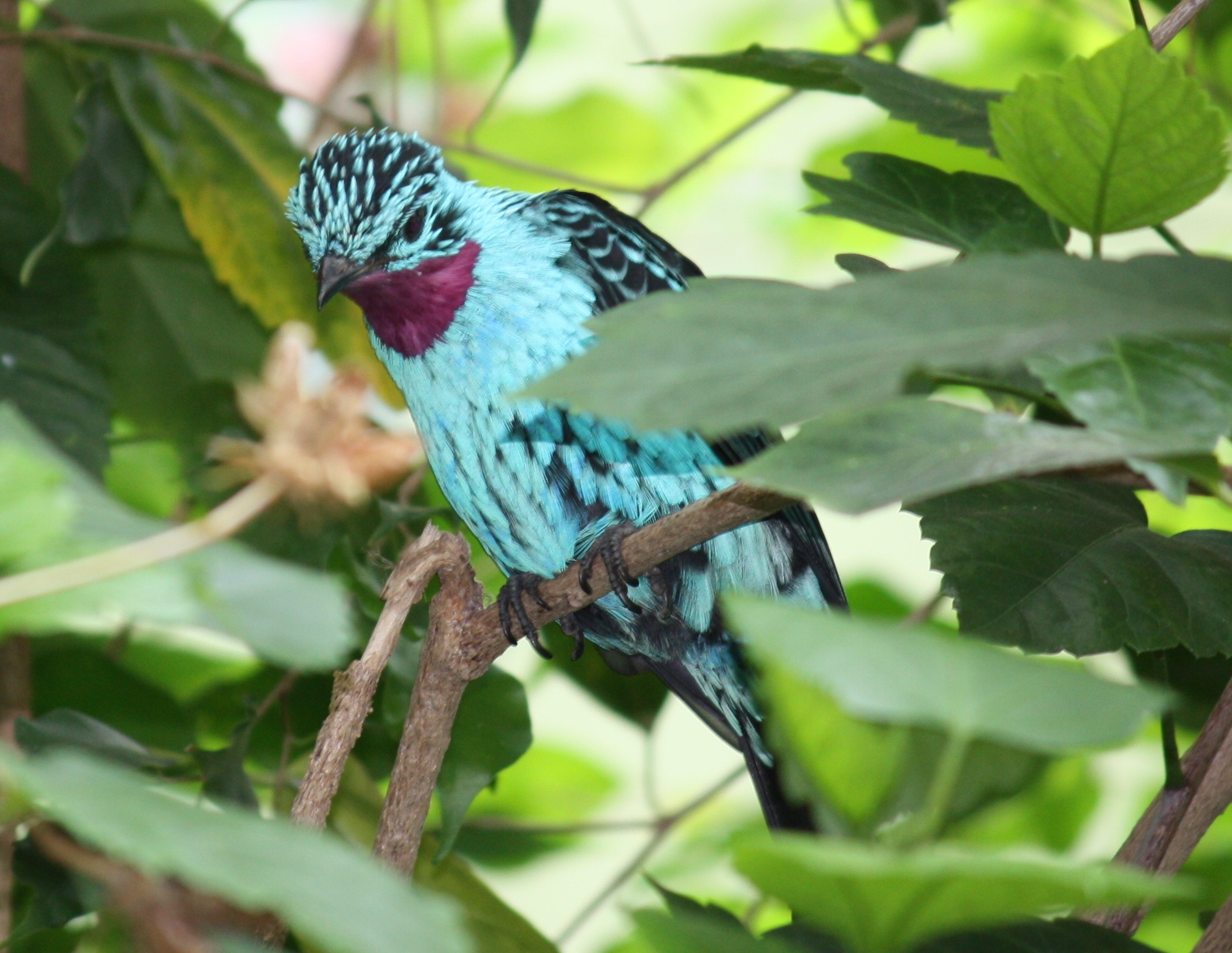
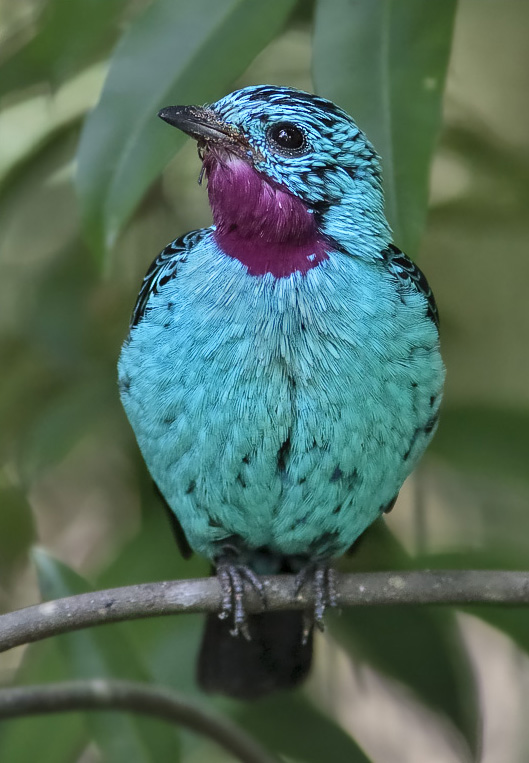